# Proton Juara
Proton Juara – samochód osobowy typu mikrovan produkowany w latach 2000–2003 przez malezyjski koncern Proton.

## Historia modelu

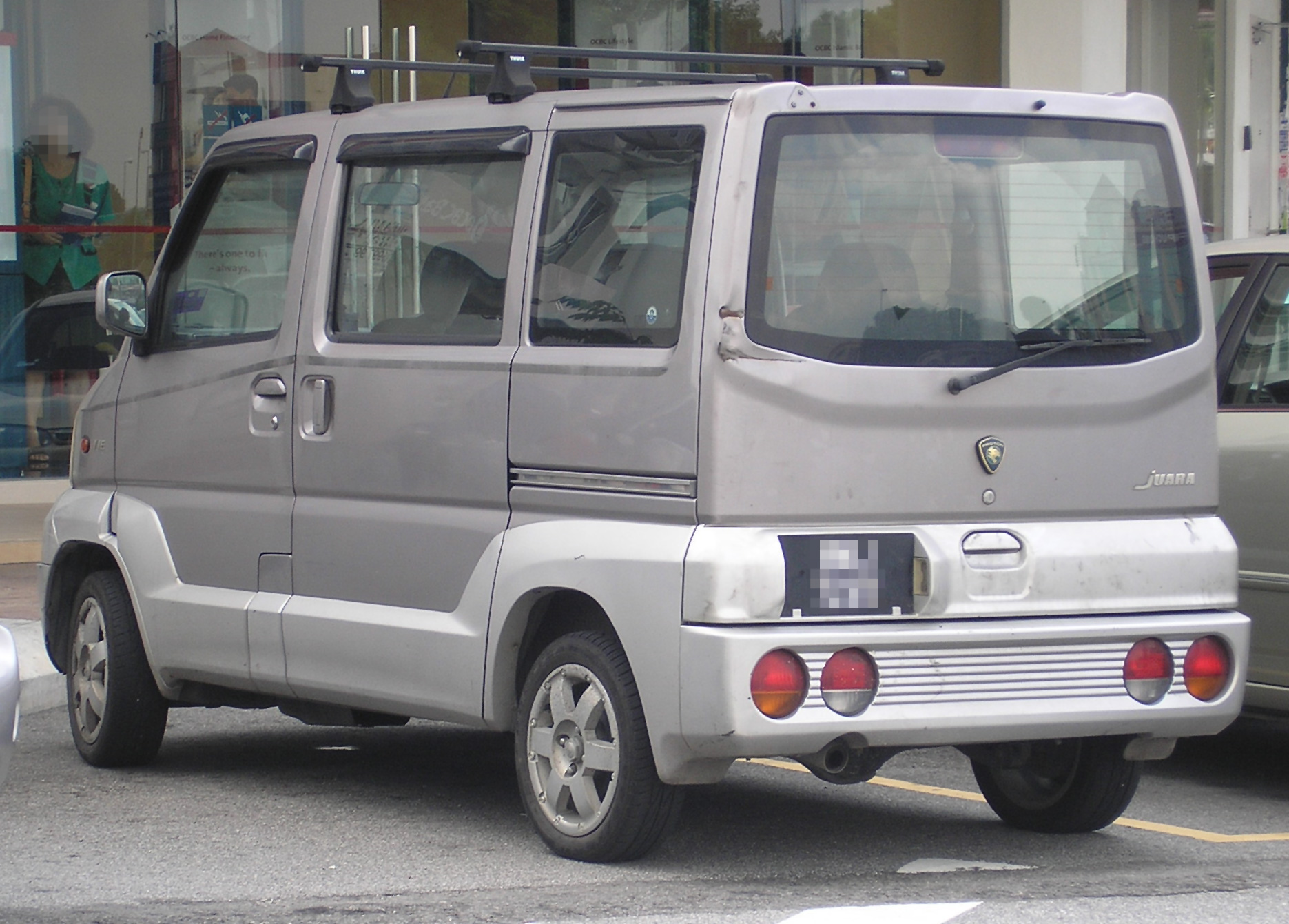
Proton Juara – tył

Na Kuala Lumpur Auto Show Proton zaprezentował małego mikrovana na bazie bardzo popularnego w Japonii Mitsubishi Town Box. Stylizacyjnie Juara odróżnia się od pierwowzoru innym wyglądem przedniej części nadwozia. Podstawowym konkurentem jest podobnej wielkości Perodua Kenari. Juara była bardzo rzadkim widokiem na malajskich drogach. Dlatego też produkcję zakończona już w lutym 2001 roku. Jednak wznowiono ją w połowie 2002 roku. Ale i tym razem Juara nie odniosła sukcesu. Produkcję zakończono definitywnie w 2003 roku. Sprzedaż prowadzona była wyłącznie w Malezji. Nie zaprezentowano następcy.